# Иван Хаджихристов
Иван Мирчев Хаджихристов е български поет и преводач.

## Биография
Роден е на 1 април 1892 г. в Стара Загора. Завършва гимназия в родния си град. Бил е подсекретар на Окръжния съд и завеждащ Градската библиотека. В отделни периоди е уредник на Радио Стара Загора (1937 – 1939) и началник на отдел „Наука и изкуство“ в Общинския народен съвет.
Негови стихове се печатат в списанията „Златорог“, „Везни“, „Литературен глас“, „Хризантеми“, „Съвременник“ и други. През 1926 г. става част от литературния кръг „Стрелец“.
Превежда редица руски и унгарски автори (Имре Мадач, Абрахам Барчай).
През 1925 г. Гео Милев го включва в своята „Антология на българската поезия“.

## Творчество
Хаджихристов е повлиян от Николай Лилиев. Творбите му могат да се характеризират като късен символизъм, а най-характерен пример за това литературно течение са поемата „Гибел“ и стихотворението „Анна“.